# Ţarrāḩ-e Do
Ţarrāḩ-e Do (persiska: طرّاح دو, Ţarrāḩ-e Mollā ‘Abūdī-ye Yek) är en ort i Iran.   Den ligger i provinsen Khuzestan, i den västra delen av landet, 600 km sydväst om huvudstaden Teheran. Ţarrāḩ-e Do ligger 17 meter över havet och antalet invånare är 233.
Terrängen runt Ţarrāḩ-e Do är mycket platt. Runt Ţarrāḩ-e Do är det ganska tätbefolkat, med 144 invånare per kvadratkilometer. Närmaste större samhälle är Ḩamīdīyeh, 9,8 km norr om Ţarrāḩ-e Do. Trakten runt Ţarrāḩ-e Do består till största delen av jordbruksmark.